# Ochrona nowo powstających gałęzi przemysłu
Ochrona nowo postawających gałęzi przemysłu – ekonomiczny argument za protekcjonizmem. Jego sens zawiera się w tym, że nowo powstające gałęzie przemysłu nie mają dostępu do Korzyści skali, w przeciwieństwie do dojrzałych gałęzi przemysłu z innych krajów. Z tego powodu muszą być chronione aż same ich sobie nie wypracują. Argument ten był po raz pierwszy użyty w 1790 przez Aleksandra Hamiltona, a następnie w 1841 przez Friedricha Lista w obronie niemieckiego przemysłu przed brytyjskim odpowiednikiem.

## Argumenty za ochroną
Protekcjonizm w tym przypadku pozwala na rozwój młodego przemysłu, aż do czasu gdy jest w stanie samodzielnie konkurować na rynku międzynarodowym. W historii było wiele przypadków argumentujących zasadność tej strategii. W latach 30. XVIII wieku średnie taryfa celna w Stanach Zjednoczonych wynosiła 40%, najwięcej na całym świecie, pozwalając na ukształtowanie się amerykańskiego przemysłu, aż do momentu gdy podczas II wojny światowej jego dominacja była niekwestionowana. Przykładem bardziej współczesnym jest wyrzucenie w 1939 General Motors z Japonii by pomóc Toyocie, nie będącej wtedy w stanie konkurować na rynku międzynarodowym. Tajwańskiemu cudowi ekonomicznemu towarzyszyły stawki celne 1,5 raza wyższe od średniej światowej.

## Argumenty przeciw ochronie
Powstające gałęzie przemysłu z definicji nie są dość silne by wytrzymać otwartą konkurencje- ich przetrwanie zależy od dobroczynności rządu i ochrony jaką nad nimi rząd roztacza. W danym momencie protekcjonizm razem z nieefektywnością ochranianego przemysłu prowadzą do wyższych cen i niższej jakości dóbr, niż miałoby to miejsce w przypadku dóbr wyprodukowanych przez przedsiębiorstwo działające na międzynarodowym rynku, zdane tylko na siebie.
Z tego powodu polityka ochrony nowych gałęzi przemysłu jest często krytykowana. Rząd z reguły nie wie które z nowych gałęzi mają potencjał przynosić w przyszłości wysokie zyski. Brak wymogu konkurencyjności, bądź brak nieprzewidzianych, poważnych rywali z zagranicy może paradoksalnie spowodować, że ochraniane przedsiębiorstwa nigdy nie staną się konkurencyjne w długim okresie. Zbyt rozbudowany klosz ochronny powoduje, że przedsiębiorstwa zamiast stawać się bardziej innowacyjne, spoczywają na laurach.
Zbyt wysokie cła na towary importowane mogą prowadzić w odwecie do wyższych ceł na towary które eksportujemy, zawężając rynek dostępny dla krajowych przedsiębiorstw.